# Dippy
Dippy es un esqueleto compuesto de Diplodocus del Museo Carnegie de Historia Natural de Pittsburgh, y el holotipo de la especie Diplodocus carnegii. Se considera el esqueleto de dinosaurio individual más famoso del mundo, debido a los numerosos réplicas de yeso donados por Andrew Carnegie a varios museos importantes de todo el mundo a principios del siglo XX.
La distribución del esqueleto hizo que para millones de personas se convirtiera en el primer dinosaurio que habían visto.  También fue responsable de la posterior popularidad de todo el género Diplodocus, ya que el esqueleto se ha exhibido en más lugares que cualquier otro dinosaurio saurópodo.
Su descubrimiento fue impulsado por el anuncio de la excavación de un fémur grande (no relacionado con Dippy) por William Harlow Reed cerca de Medicine Bow, Wyoming en diciembre de 1898.  En un viaje de regreso financiado por Carnegie, Reed excavó Sheep Creek Quarry D en el que encontró la primera parte del esqueleto de Dippy, un hueso del dedo del pie, el 4 de julio de 1899. Su descubrimiento en el Día de la Independencia y su uso en la diplomacia estadounidense a través de las donaciones internacionales de réplicas de Carnegie, lo llevaron a ser apodado el "dinosaurio estrellado".  Dippy se convirtió en la pieza central del Museo Carnegie de Historia Natural, por lo que el museo se hizo conocido como "la casa que construyó Dippy".
En 2016, se estaba considerando una petición a la Comisión Internacional de Nomenclatura Zoológica que proponía hacer de Diplodocus carnegii la nueva especie tipo de Diplodocus. La propuesta fue rechazada en 2018 y D. longus se ha mantenido como especie tipo.

## Descubrimiento

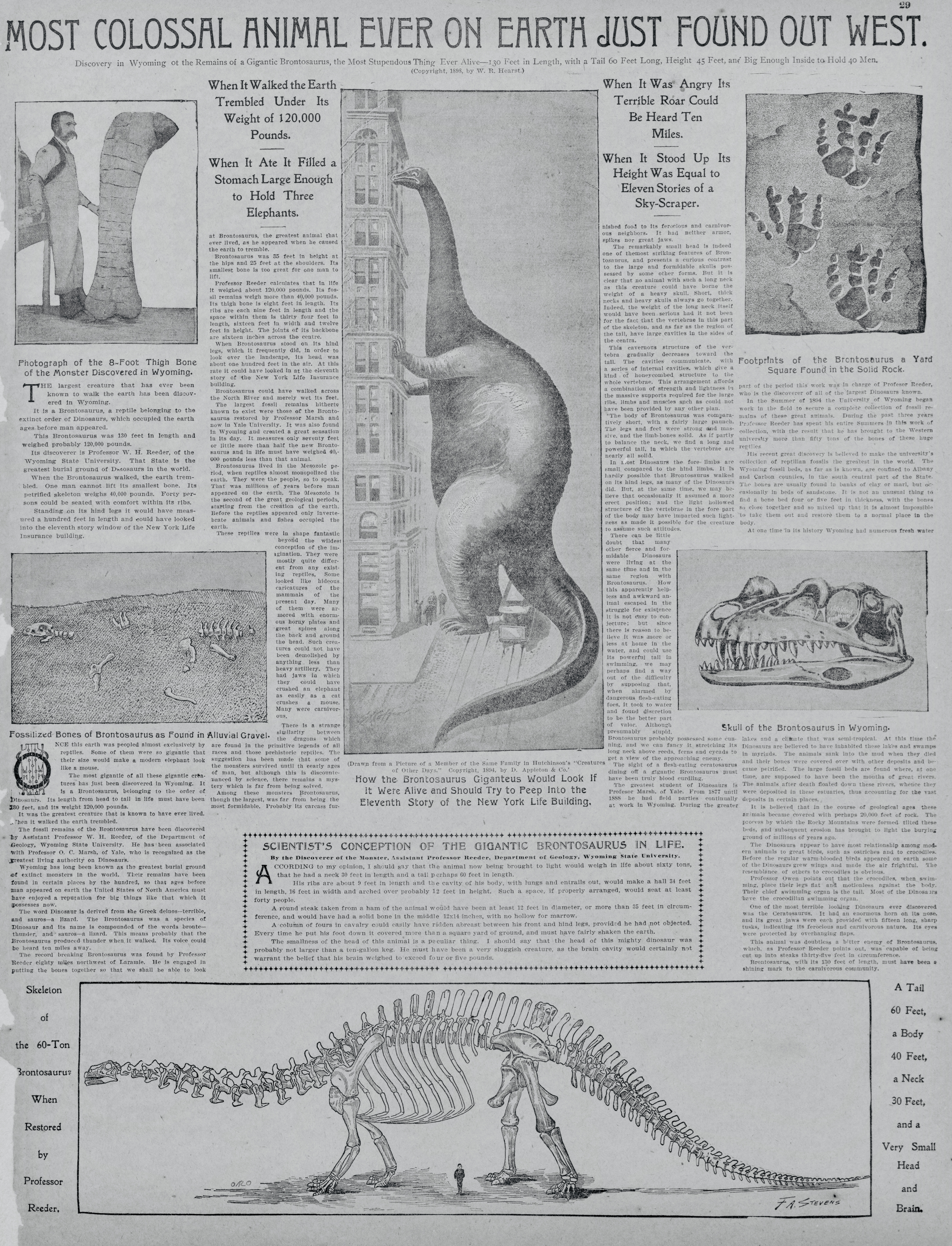
Descubrimiento de un fémur grande, anunciado en el New York Journal and Advertiser el 11 de diciembre de 1898. Fue este artículo el que primero llamó la atención de Carnegie; en el margen de su copia le escribió a William Holland: “¿puedes comprar esto para Pittsburgh?” Las fantásticas imágenes eran versiones ampliadas del dibujo de Marsh de 1883 de Brontosaurus.

El esqueleto fue encontrado en los 10 metros superiores de la facies de Talking Rock del Brushy Basin Member de la Formación Morrison, en el condado de Albany, Wyoming .
En 1900, William Jacob Holland contrató a John Bell Hatcher como curador de paleontología y osteología para el Museo Carnegie de Historia Natural, sucediendo a Jacob Lawson Wortman. Hatcher supervisó las expediciones de campo, las excavaciones, la investigación y la exhibición de Dippy, y nombró a la especie en honor a Carnegie.  La monografía de Hatcher sobre el hallazgo se publicó en 1901 como Diplodocus Marsh: su osteología, taxonomía y hábitos probables, con una restauración del esqueleto.
Es un esqueleto compuesto que comprende:
- CM 84: la mayor parte del esqueleto, llamado Diplodocus carnegii, y publicado en 1901 por Hatcher
- CM 94: huesos faltantes suplementados
- CM 307: la cola
- CM 662 y USNM 2673: elementos del cráneo. En 2015, el cráneo de USNM se reclasificó como Galeamopus, junto con varios otros cráneos de Diplodocus, sin dejar cráneos de Diplodocus definidos conocidos.[6]
- algunos huesos de pies y extremidades de un Camarasaurus

## Exhibición de Pittsburgh

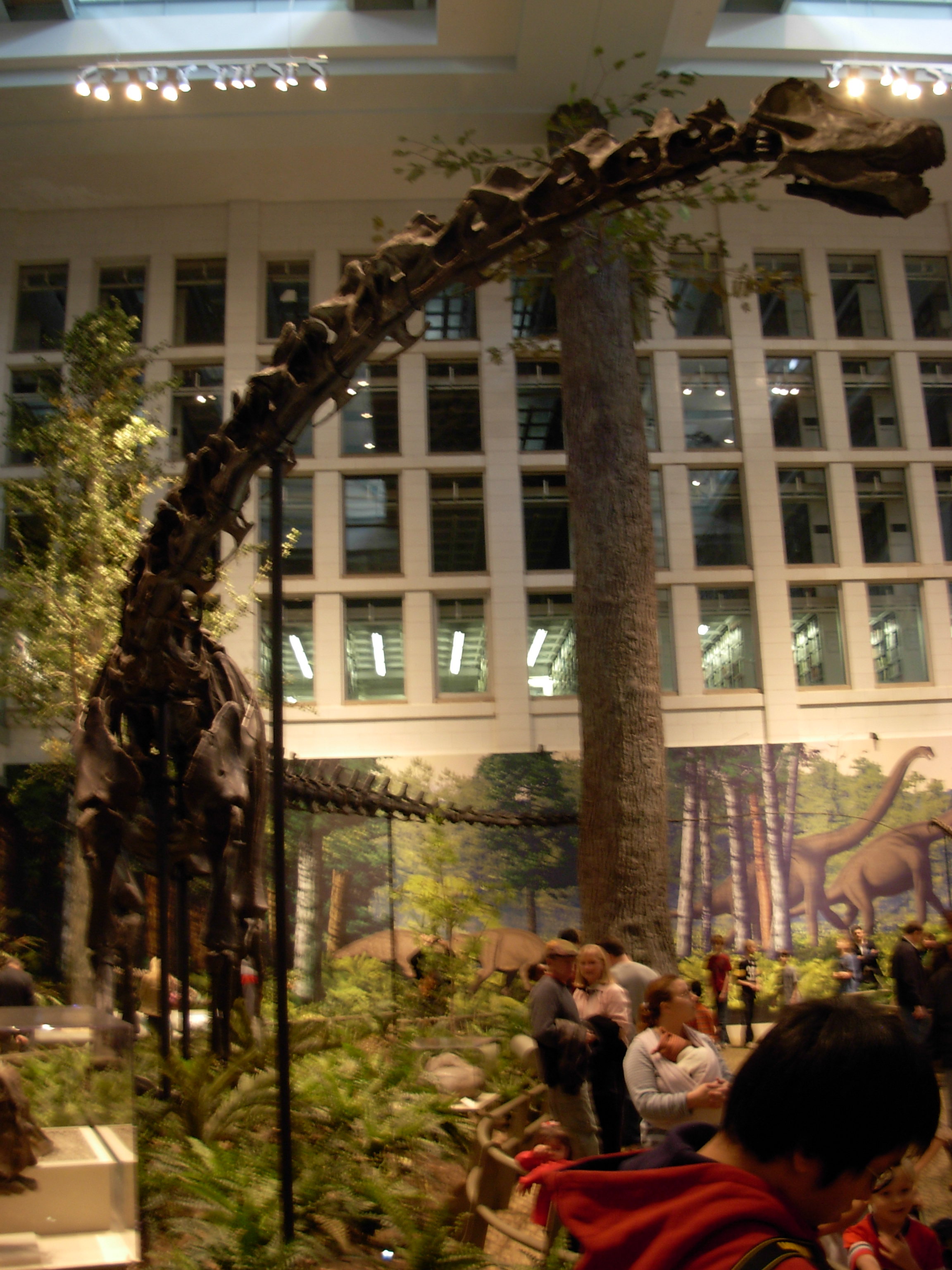
Dippy en exhibición en el Museo Carnegie de Historia Natural

El esqueleto original ha estado en exhibición en el Museo Carnegie de Historia Natural desde abril de 1907, dos años después de que se mostrara la primera réplica. El retraso se debió a los trabajos de construcción en el museo de Pittsburgh, que necesitaba una ampliación para albergar a Dippy.  Actualmente, el esqueleto forma parte de la exposición Dinosaurios en su tiempo.

## Réplicas

### Trasfondo
El industrial Andrew Carnegie financió la adquisición del esqueleto en 1898, así como la donación de los moldes a principios del siglo XX. Su bisnieto, William Thomson, fue citado en 2019 explicando las donaciones: "Al obsequiar copias a los jefes de estado de otros siete países además del Reino Unido, Carnegie esperaba demostrar a través del interés mutuo en la ciencia descubrimientos de que las naciones tienen más en común que lo que las separa. Usó sus dones en un intento de abrir un diálogo interestatal sobre la preservación de la paz mundial, una forma de diplomacia de dinosaurio".

### Réplica de Londres

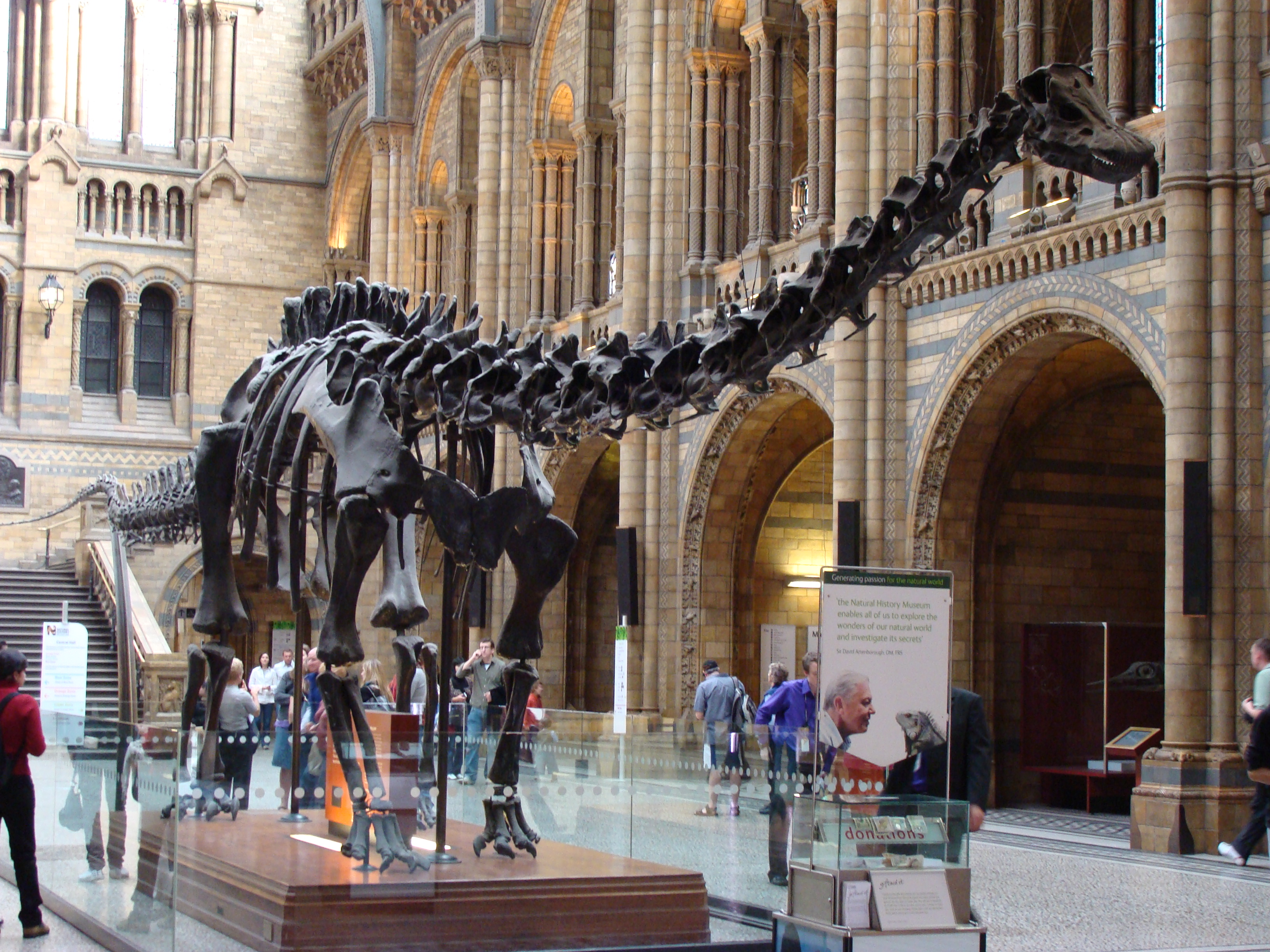
Dippy en Hintze Hall en el Museo de Historia Natural en 2008

La réplica londinense de Dippy surgió cuando el rey Eduardo VII, entonces un entusiasta del Museo Británico, vio un boceto de los huesos en la casa escocesa de Carnegie, Skibo Castle, en 1902. Carnegie acordó donar una réplica al Museo de Historia Natural. como un regalo. Carnegie pagó 2000 libras esterlinas por el vaciado en yeso de París, copiando los huesos fósiles originales en poder del Museo Carnegie (no montado hasta 1907, ya que todavía se estaba construyendo un nuevo edificio del museo para albergarlo). Las réplicas de las 292 piezas del esqueleto fueron enviadas a Londres en 36 cajas. El montaje se inauguró el 12 de mayo de 1905 con gran interés público y de los medios, con discursos del director del museo, el profesor Ray Lankester, Andrew Carnegie, Lord Avebury en nombre de los fideicomisarios, el director del Museo Carnegie William Jacob Holland, y finalmente el geólogo Sir Archibald Geikie. La réplica, que media 25,6 metros de longitud (84 pies) y 4 metros de alto, se montó en la Galería de Reptiles del museo a la izquierda de la sala principal (ahora galería de Biología Humana) ya que era demasiado grande para mostrarse en la galería de Reptiles Fósiles (a la derecha de la sala principal, ahora galería de Animales Terroríficos).
Dippy fue desarmado y almacenado en el sótano del museo durante la Segunda Guerra Mundial para protegerlo de los daños causados por las bombas, y reinstalado en la Galería de Reptiles después de la guerra. La presentación original del elenco se modificó varias veces para reflejar los cambios en la opinión científica sobre la postura del animal. La cabeza y el cuello se colocaron originalmente en una posición hacia abajo y luego se movieron a una posición más horizontal en la década de 1960.
Dippy fue retirado de Reptile Gallery en 1979 y reposicionado como la pieza central de la sala central principal del museo, más tarde rebautizada como Hintze Hall en reconocimiento a una gran donación de Michael Hintze . Dippy reemplazó un elefante africano montado, apodado George, que había estado en exhibición como exhibición central en la sala principal desde 1907, con varios otros especímenes de animales. El elefante en sí mismo había reemplazado al esqueleto de un cachalote, que fue la primera exhibición importante en la sala y había estado en exhibición desde al menos 1895: antes, la sala se había dejado en gran parte vacía. Dippy se mostró originalmente junto a un molde de un esqueleto de Triceratops, que se eliminó alrededor de 1993. La cola del elenco de Diplodocus también se levantó para flotar sobre las cabezas de los visitantes; originalmente se inclinaba para arrastrarse por el suelo.
El elenco se convirtió en una representación icónica del museo. Después de 112 años en exhibición en el museo, la réplica del dinosaurio fue retirada a principios de 2017 para ser reemplazada por la 25 m (27,3 yd) esqueleto largo de una ballena azul joven, apodada "Esperanza". El trabajo involucrado en remover a Dippy y reemplazarlo con el esqueleto de ballena fue documentado en un especial de BBC Television, Horizon : Dippy and the Whale, narrado por David Attenborough, que fue transmitido por primera vez en BBC Two el 13 de julio de 2017, el día antes del el esqueleto de ballena fue presentado para exhibición pública.
Dippy comenzó un recorrido por los museos británicos en febrero de 2018, montado en una nueva armadura más móvil. Dippy está y ha estado en exhibición en lugares de todo el Reino Unido: Museo del Condado de Dorset (10 de febrero - 7 de mayo de 2018), Museo y Galería de Arte de Birmingham (26 de mayo - 9 de septiembre de 2018), Museo de Úlster (17 de septiembre de 2018 - 6 de enero de 2019), Kelvingrove Art Gallery and Museum, Great North Museum, National Museum of Wales, Number One Riverside en Rochdale y Norwich Cathedral.

### Réplica de La Plata

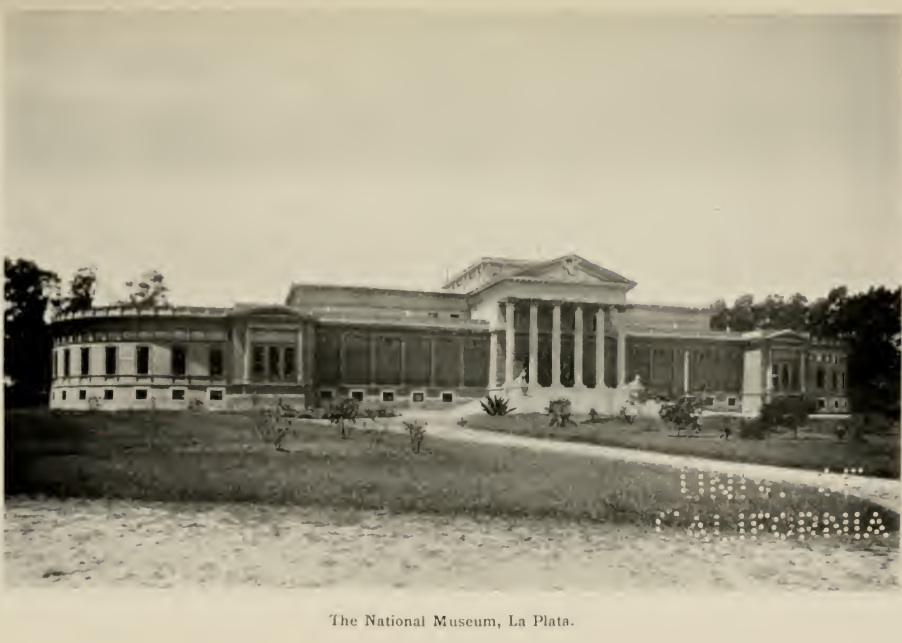
Frente del Museo de La Plata. Fotografía sacada en 1912 durante el viaje de William Holland para la instalación del Diplodocus

El 11 de noviembre de 1911, Andrew Carnegie le escribe a William Holland que había recibido una carta del Dr. Roque Sáenz Peña, entonces presidente de Argentina, sugiriendo que una donación de la réplica que estaba recorriendo Europa al entonces Museo Nacional de La Plata sería muy apreciada. Holland viajó con la nueva réplica, la séptima desde la primera en Londres, partiendo desde Nueva York el 20 de agosto de 1912 en el Barco Vasari. El barco atracó en Buenos Aires 30 días después, donde Holland fue recibido por una comitiva entre la cual se destacaba la presencia el astrónomo norteamericano William J. Hussey y del naturalista argentino Santiago Roth, quien estaba en calidad de director actuante del Museo de La Plata, debido al que el entonces director, el arqueólogo Samuel Lafone Quevedo, se encontraba de viaje. Holland fue llevado en el tren de Plaza Constitución hasta La Plata (entonces Ferrocarriles del Sud), donde se le dio residencia en la casa del director del Observatorio Astronómico de La Plata, ubicada en el mismo predio y a metros del Museo de La Plata.
La réplica fue originalmente montada con su cabeza observando el hall central del Museo, en el espacio de la actual sala “La Tierra” donde permaneció hasta 1996. Actualmente se encuentra en la posición central de la sala "Tiempo y materia". La instalación llevó alrededor de un mes, habiéndose perfeccionado la manipulación de los calcos después un accidente con la réplica de Moscú.
Holland registró su viaje a Argentina en su libro de viajes de 1913 Al Río de la Plata y de regreso. En el libro, Holland destaca el origen multiétnico de la población y cuenta cómo la posición final del Diplodocus en el Museo fue discutida simultáneamente en tres idiomas, español, alemán y francés.

### Otras réplicas
Como director de los Museos Carnegie, William Holland supervisó las donaciones de los moldes. Holland recogió un poema que se había vuelto popular entre los estudiantes universitarios:

Cabezas coronadas de Europa

Todas hacen un real alboroto

acerca del tal Tío Andy

y su viejo diplodocus.

Las réplicas conocidas incluyen:
| Fecha               | Lugar | Material      | Descripción | Imagen |
| ------------------- | --- | ------------- | --- | ------ |
| 12 de mayo de 1905  | Museo de Historia Natural, Londres, Inglaterra                                                           | Yeso de París | Primer réplica. Removido en 2017 |        |
| Mayo de 1908        | Museo de Historia Natural de Berlín, Alemania                                                            | Yeso de París | |        |
| 15 de junio de 1908 | Museo Nacional de Historia Natural de Francia, París, Francia                                            | Yeso de París | |        |
| 1909                | Museo de Historia Natural de Viena, Austria                                                              | Yeso de París | |        |
| 1909                | Museo de Geología Giovanni Capellini, en Bolonia, Italia                                                 | Yeso de París | Cráneos de esta réplica (considerados de 'segunda generación') se encuentra en museos de Milán y Nápoles.                                                           |        |
| 1910                | Museo Zoológico del Instituto de Zoología de la Academia de Ciencias de Rusia, en San Petersburgo, Rusia | Yeso de París | La réplica tuvo que ser reparada debido a un accidente en el montado original con Holland supervisando. fue posteriormente movida al Museo Paleontológico de Moscú. |        |
| 1912                | Museo de La Plata, en La Plata, Argentina                                                                | Yeso de París | La réplica fue donada al país a través del presidente Roque Sáenz Peña y montada en el lugar por el mismo W. J. Holland                                             |        |
| 1913                | Museo Nacional de Ciencias Naturales, en Madrid, España                                                  | Yeso de París | |        |
| 1930                | Museo de Paleontología de la Facultad de Ciencias (UNAM), en Ciudad de México, México                    | Yeso de París | |        |
| 1932                | Museo de Paleontología en Múnich, Alemania                                                               | Yeso de París | Donado en 1932, pero no fue montado. |        |
| 1989                | Utah Field House of Natural History State Park Museum, Utah, Estados Unidos                              | Yeso de París | |        |
| 1999                | Museo Carnegie de Historia Natural, en Pittsburgh, Estados Unidos                                        | Yeso de París | En el exterior del museo. |        |

### La estatua de Pittsburgh

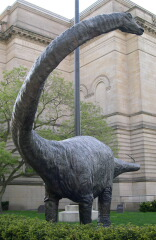
La estatua

En 1999, se inauguró una escultura pública de Dippy en los terrenos del complejo Carnegie Institute and Library en el vecindario de Oakland de Pittsburgh, Pensilvania, en homenaje al centenario del descubrimiento de Dippy. El modelo de tamaño natural de fibra de vidrio marrón grisáceo oscuro pesa 1496 kg, mide 6,7 metros de alto y 25,6 metros de longitud. La escultura fue creada durante un proceso de nueve meses a partir del fósil original. Ubicado a lo largo de Forbes Avenue, cerca de Schenley Plaza y el jardín de la Catedral del Aprendizaje de la Universidad de Pittsburgh, Dippy se encuentra junto a las entradas del Carnegie Music Hall y el Museo Carnegie de Historia Natural.
Además de su servicio como mascota del museo, se ha visto a Dippy luciendo la Toalla Terrible de los Pittsburgh Steelers y los colores de los equipos atléticos de la Universidad de Pittsburgh. A veces, cuando hace frío, el personal lo viste con una bufanda gigante. Dippy es un hito destacado de Pittsburgh en Yinztagram .

## Galería

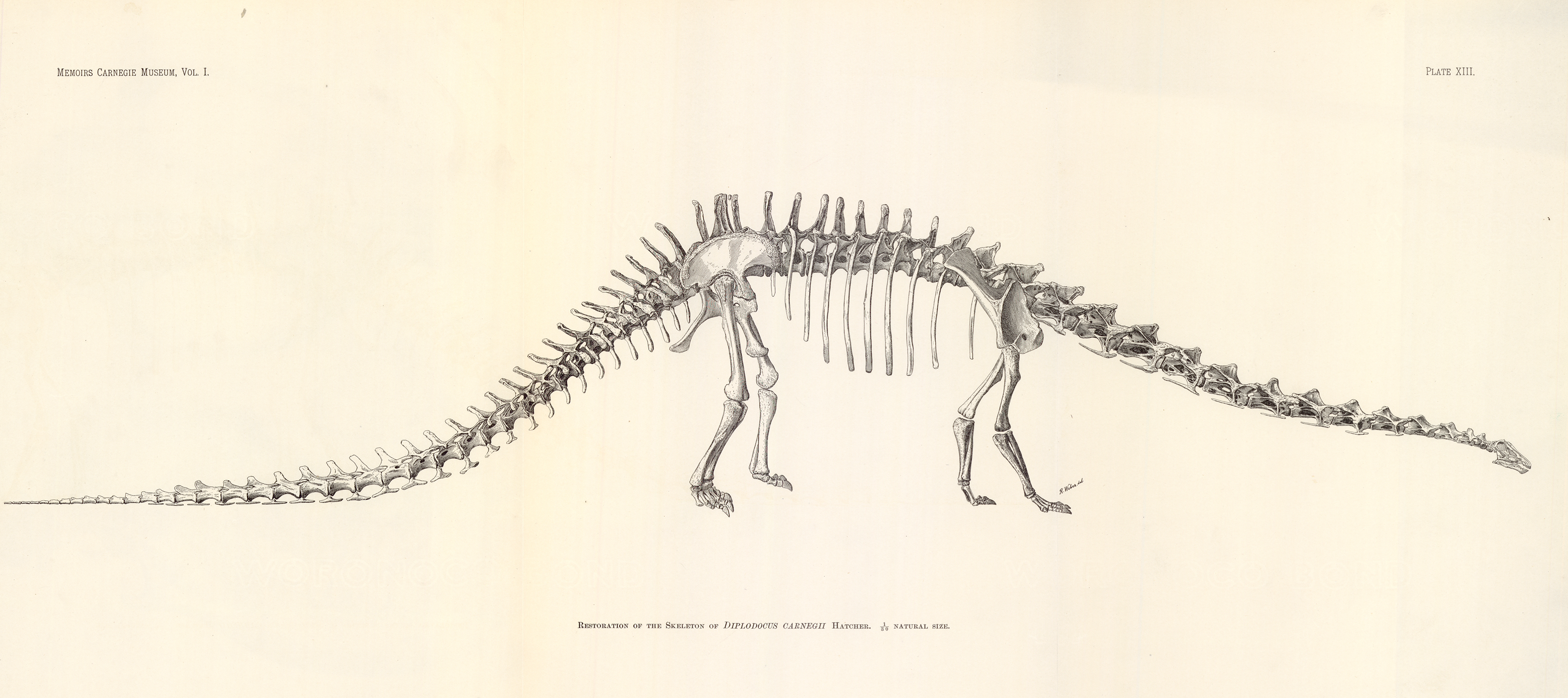
Litografía de Dippy de John Bell Hatcher de 1901, del primer número de Memoirs of the Carnegie Museum of Natural History
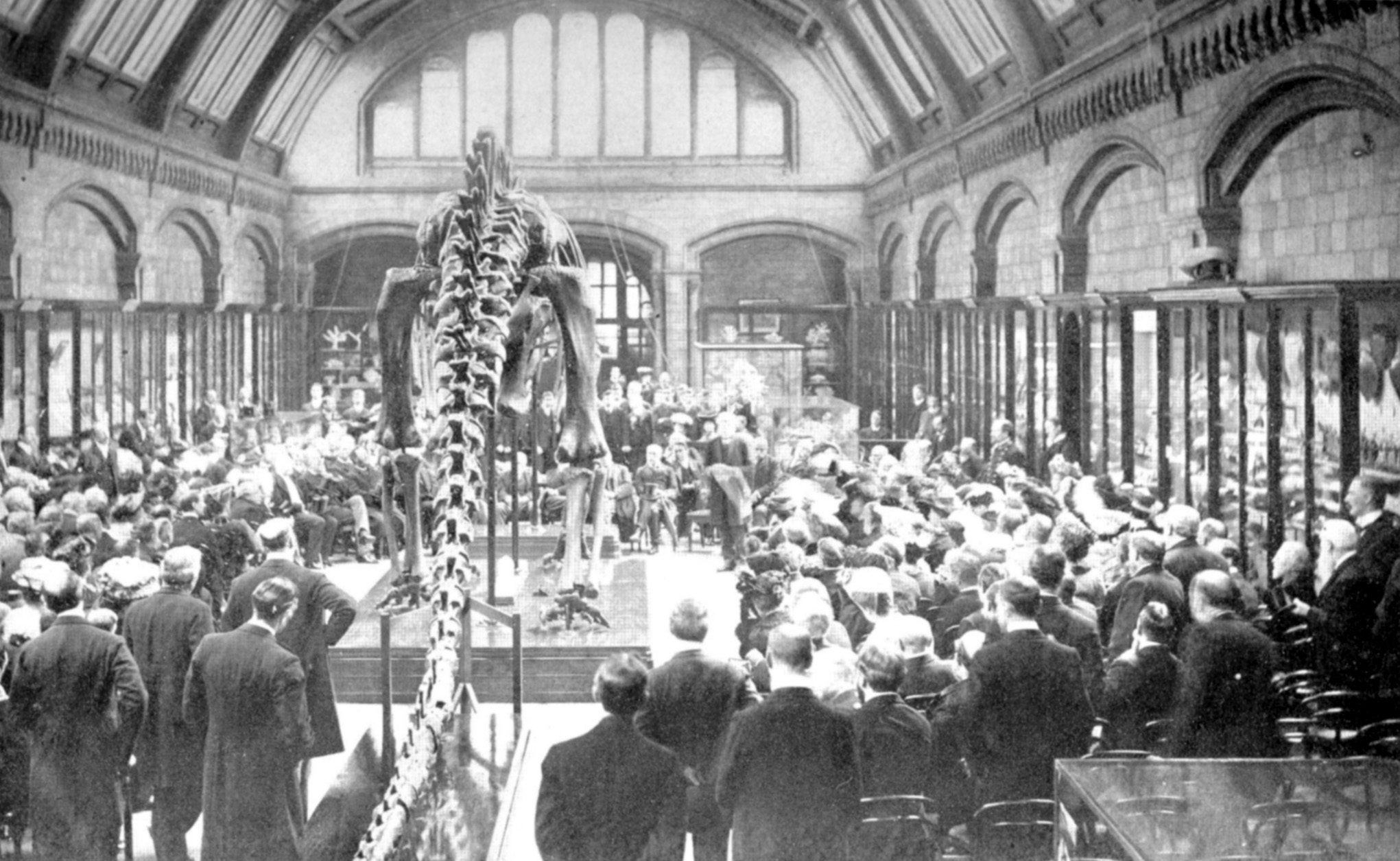
1905 presentación del elenco en Londres
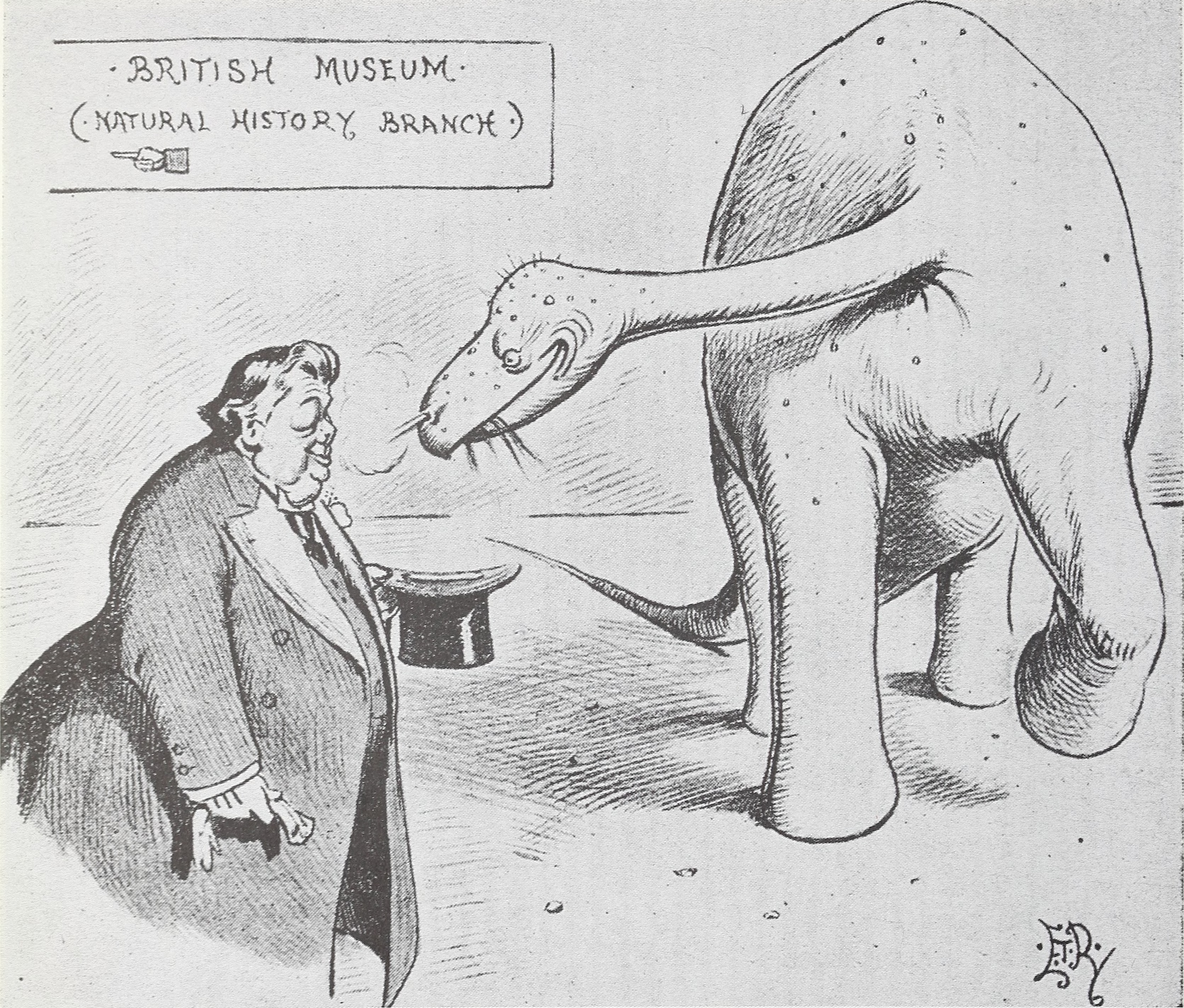
1905 (24 de mayo) Viñeta perforada de Edward Tennyson Reed de Dippy con el director del Museo de Historia Natural Ray Lankester
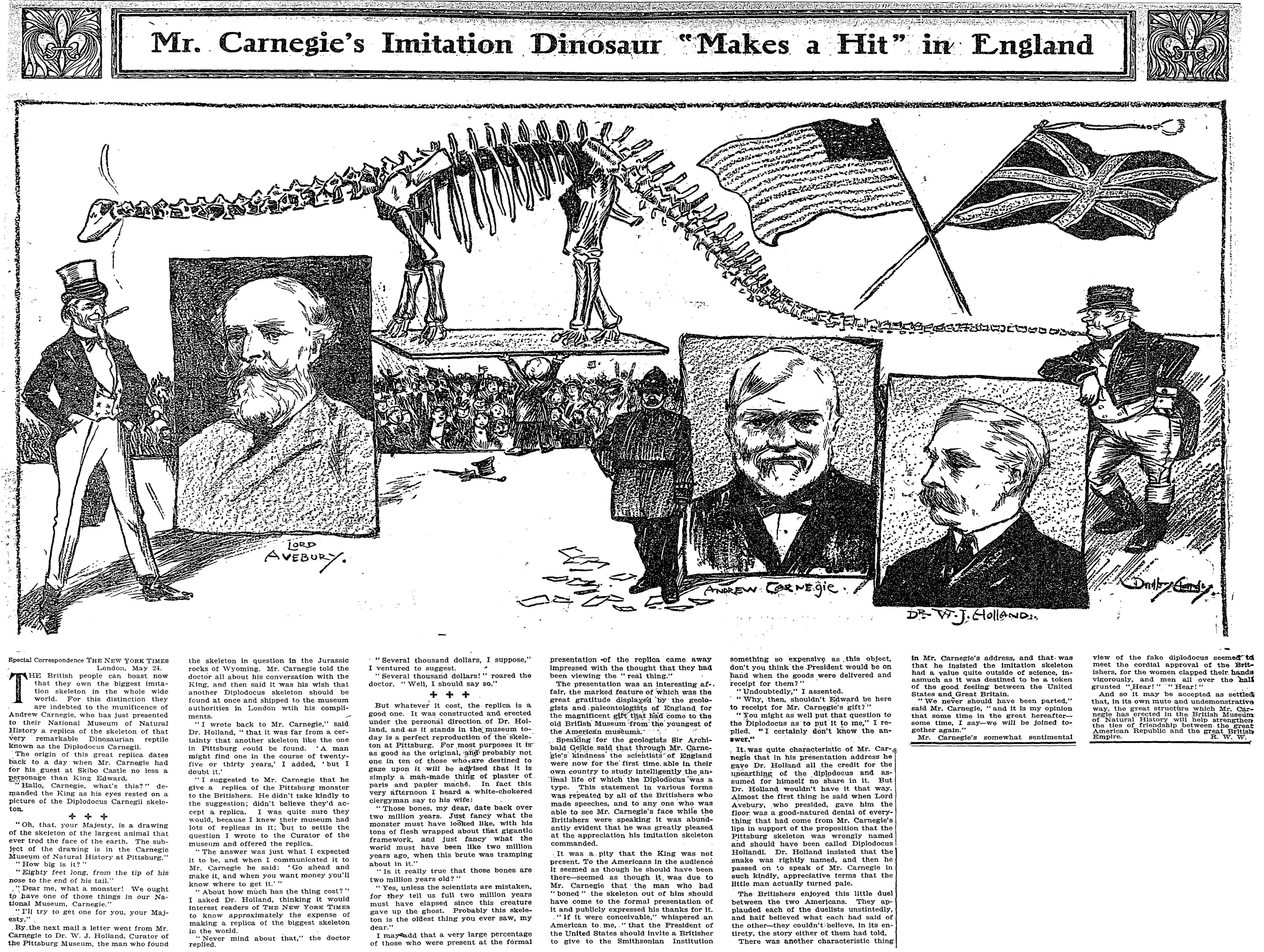
1905 (4 de junio) Cobertura del New York Times del elenco de Londres
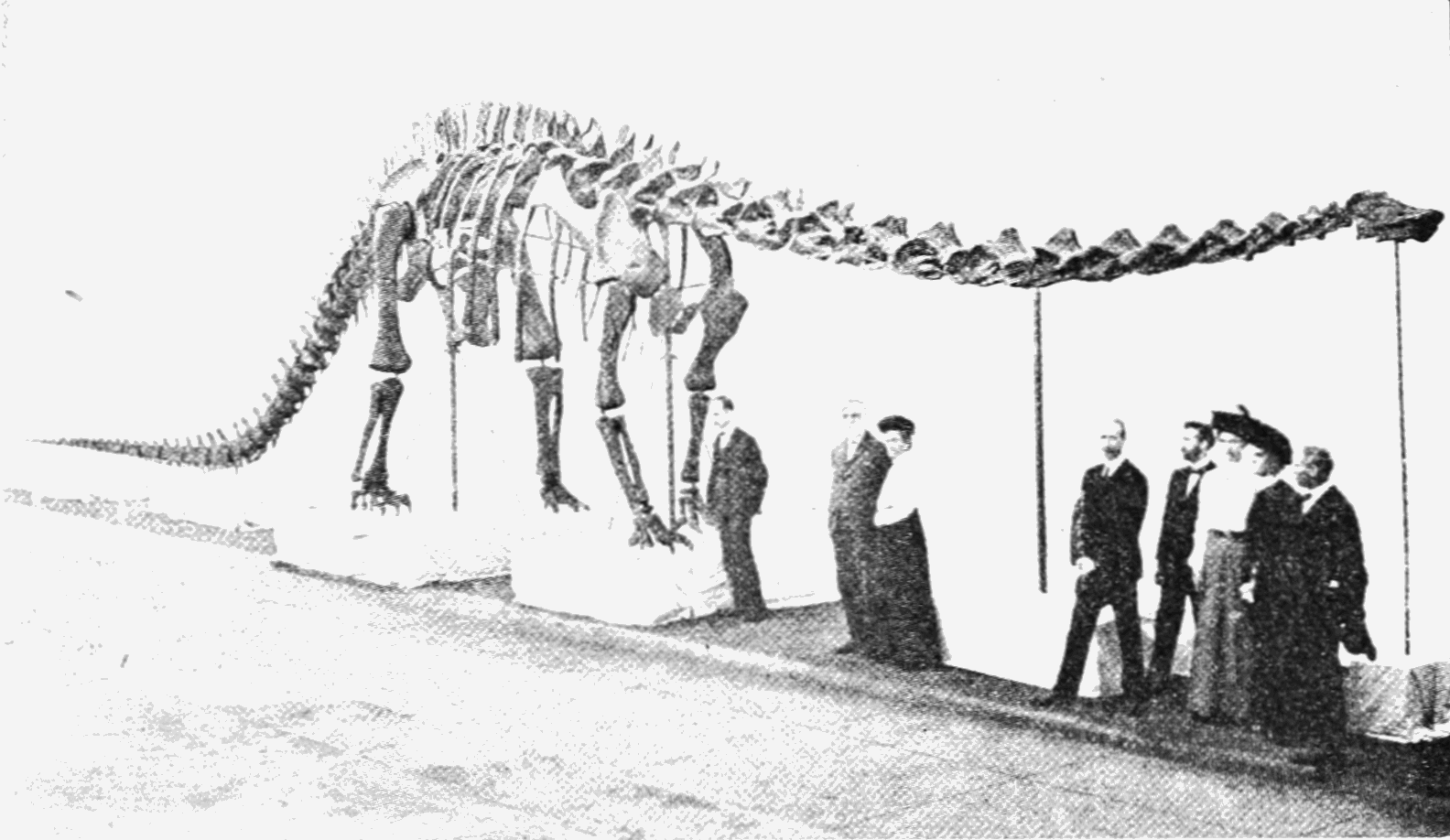
1908, en el Museo Carnegie de Pittsburgh
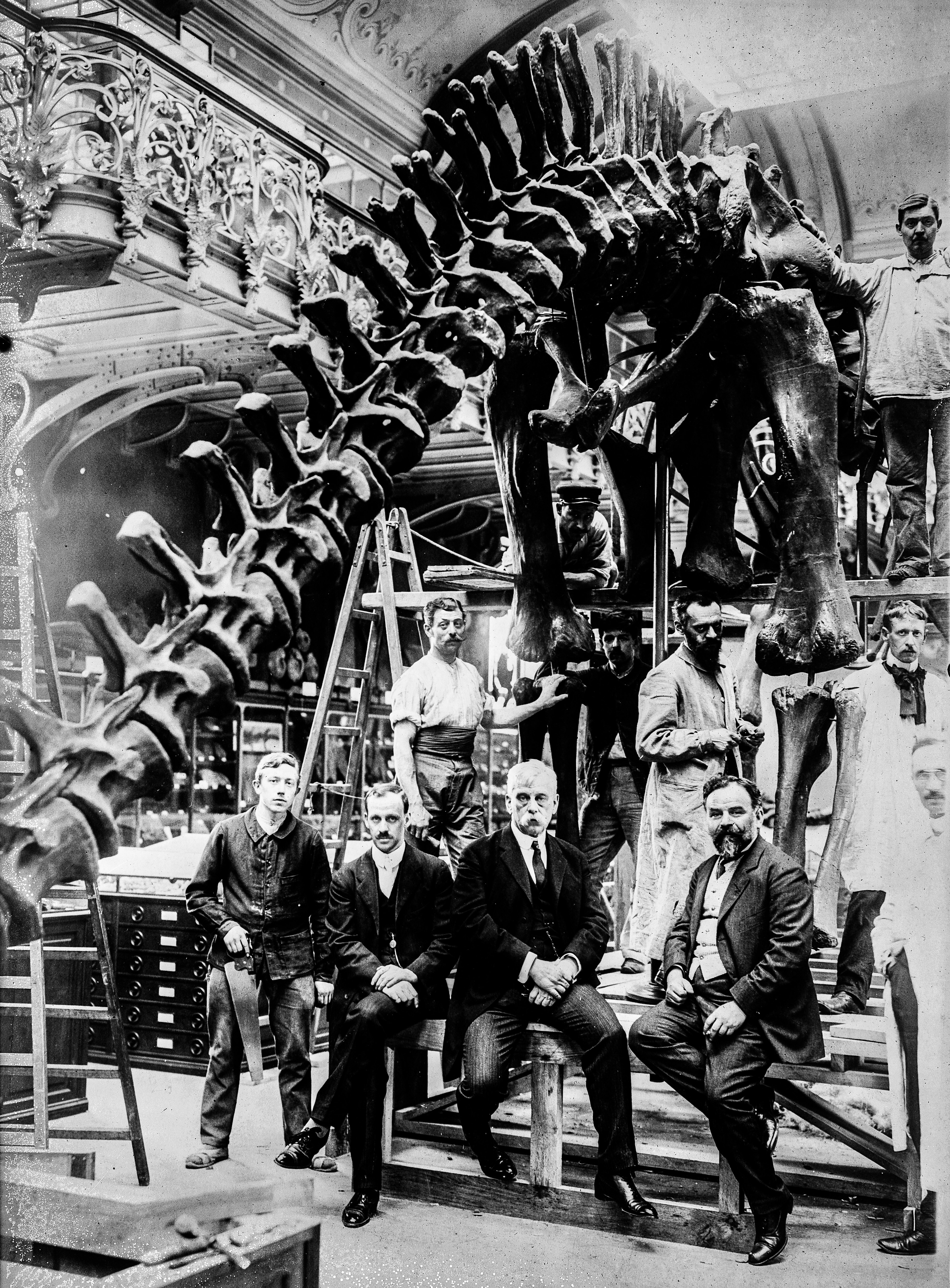
1908 trabajo sobre el elenco de Dippy en París; Arthur Goggeshall y William Holland en el centro delantero
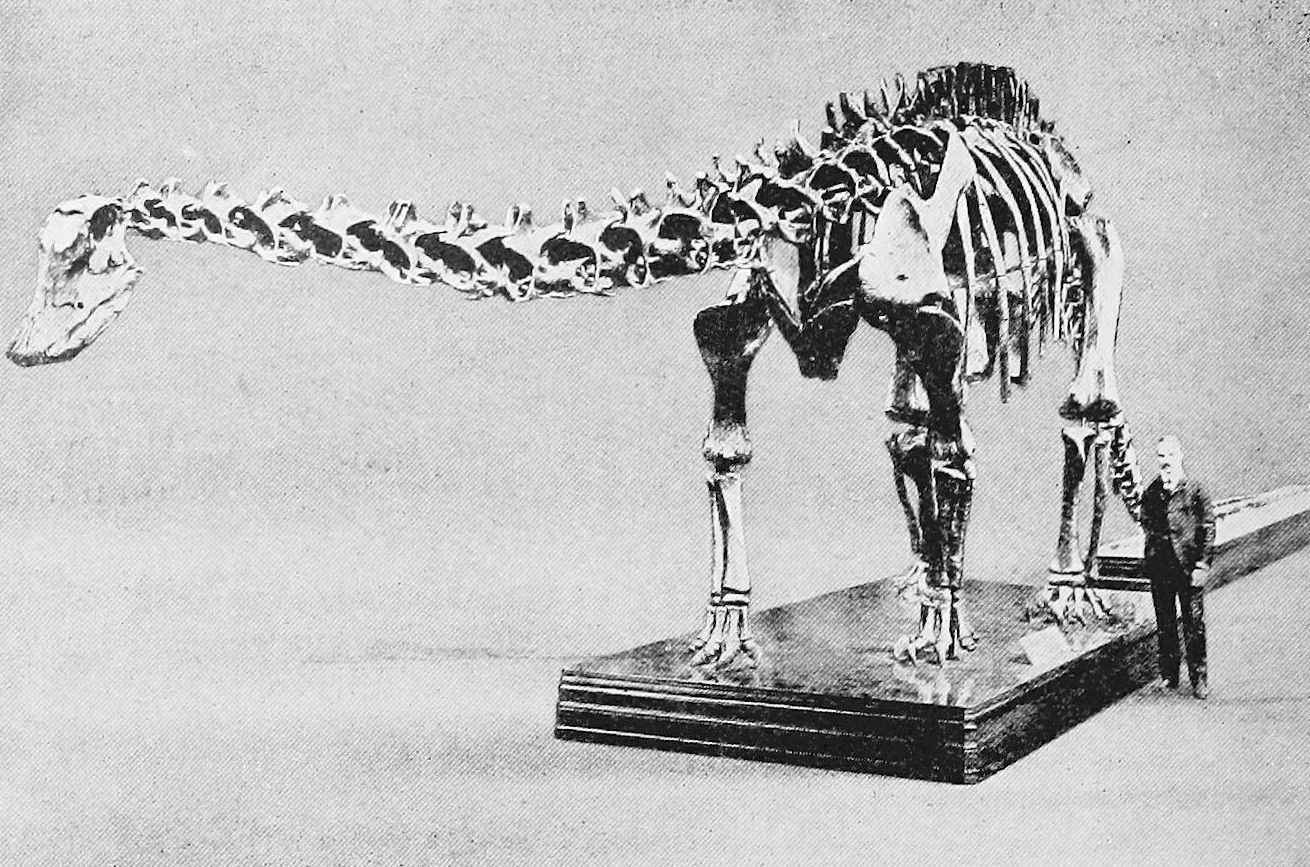
Imagen de 1922 de A Short History of the World de HG Wells